# Frederic Soler

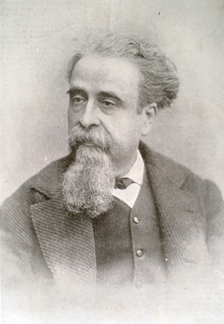
Frederic Soler.

Frederic Soler i Hubert, född den 9 oktober 1839 i Barcelona, död den 4 juli 1895, var en spansk (katalansk) skald, mest känd under pseudonymen Serafí Pitarra.
Soler var en av de största krafterna för den katalanska litteraturens pånyttfödelse. Soler utövade urmakaryrket till 1871, men redan 1864 hade han väckt uppmärksamhet med första delen av sin Singlots poétichs ab ninots den Napús, en samling dikter på katalanska, som sedan följdes av flera delar. Samma år uppfördes hans parodiska zarzuela La esquella de la Torratxa. Soler skrev över ett hundratal arbeten för scenen, av vilka kan nämnas La mort de la paloma (1864), Las joyas de la Roser (1872), La rosa blanca (1873), Las francesillas (1874), Las euras del mas (1883), Las papallonas (1869), Los politichs de gambeto (1871), Barba Roja (1872), La hiedra de la Masía (1874), Los segadors (1876), Senyora y majora (1877), L'hostal de la Farigola (1881), Lo timbal del Bruch (1882), Sota terra (1885), Batalla de Reynas (1887), prisbelönt av Spanska akademien med 5 000 pesetas, La rodalla del infern (1888), La mosca al nas (1893) och Lo infern en casa. Soler publicerade diktsamlingarna Grá y palla (1867), Poesías catalanas, Poesías (1893) samt Cuentos del avy (1889), Cosas del mon, Cuentos á la vora del foch (1889), romanen La batalla de la vida med flera.